# Taurolema flavocincta
Taurolema flavocincta là một loài bọ cánh cứng trong họ Cerambycidae.